# Небилець (гміна)
Гміна Небилець (пол. Gmina Niebylec) — сільська гміна у східній Польщі. Належить до Стрижівського повіту Підкарпатського воєводства.
Станом на 31 грудня 2011 у гміні проживало 10666 осіб.

## Територія
Згідно з даними за 2007 рік площа гміни становила 104.37 км², у тому числі:
- орні землі: 72.00%
- ліси: 22.00%

Таким чином, площа гміни становить 20.73% площі повіту.

## Села
Баричка, Близенька, Гвоздянка, Гвозниця Горішня, Гвозниця Долішня, Конечкова, Лютча, Малівка, Небилець, Поломя, Явірник Небилецький

## Населення
Станом на 31 грудня 2011:
| Опис     | Загалом | Загалом | Чоловіки | Чоловіки | Жінки | Жінки |
| -------- | ------- | ------- | -------- | -------- | ----- | ----- |
| одиниця  | осіб    | %       | осіб     | %        | осіб  | %     |
| все      | 10666   | 100     | 5181     | 48.57    | 5485  | 51.43 |
| міське   | 0       | 100     | 0        |          | 0     |       |
| сільське | 10666   | 100     | 5181     | 48.57    | 5485  | 51.43 |

## Історія
Об'єднана сільська гміна Небилець Ряшівського повіту Львівського воєводства утворена 1 серпня 1934 р. внаслідок об'єднання дотогочасних (збережених від Австро-Угорщини) громад сіл (гмін): Баричка, Близенька, Гвоздянка, Гвозниця Горішня, Гвозниця Долішня, Конечкова, Лютча, Малівка, Небилець, Поломя, Явірник Небилецький.

## Релігія
До виселення українців у 1945 році в СРСР та депортації в 1947 році в рамках акції Вісла у селах гміни були греко-католицькі приходи парафій Короснянського деканату:
- парафія Близянка: Баричка, Близенька, Гвоздянка, Гвозниця, Конечкова, Малівка, Небилець, Поломя, Явірник
- парафія Коростенька (Красна): Лютча

## Сусідні гміни
Гміна Небилець межує з такими гмінами: Блажова, Домарадз, Корчина, Любеня, Стрижів, Чудець.